# Palicourea grandiflora
Palicourea grandiflora là một loài thực vật có hoa trong họ Thiến thảo. Loài này được (Kunth) Standl. mô tả khoa học đầu tiên năm 1931.